# Sivacobe
Sivacobe är en ort i Mexiko.   Den ligger i kommunen Navojoa och delstaten Sonora, i den nordvästra delen av landet, 1 400 km nordväst om huvudstaden Mexico City. Sivacobe ligger 41 meter över havet och antalet invånare är 358.
Terrängen runt Sivacobe är huvudsakligen platt. Sivacobe ligger nere i en dal. Runt Sivacobe är det ganska glesbefolkat, med 36 invånare per kvadratkilometer. Närmaste större samhälle är Navojoa, 8,4 km söder om Sivacobe. Omgivningarna runt Sivacobe är i huvudsak ett öppet busklandskap.